# Herbert Fust

Herbert Fust

Herbert Robert Gerhard Fust (* 1. Juni 1899 in Langenfelde; † 11. November 1974 in Buchholz in der Nordheide) war ein deutscher SA-Führer und Reichstagsabgeordneter der NSDAP. Er war mehrere Jahre Führer der Hamburger SA-Gruppe und von 1932 bis 1933 Mitglied des Landtags des Freistaates Mecklenburg-Schwerin. Von März 1933 bis Kriegsende saß er als Abgeordneter im nationalsozialistischen Deutschen Reichstag.

## Leben
Fust wurde als Sohn einer in Vorpommern ansässigen Großgrundbesitzerfamilie geboren. Nach dem Besuch der Volksschule in Glewitz im Kreis Grimmen (1906–1907), der Volksschule in Demmin (1907–1908) und des Gymnasiums in Demmin (1908–1910) wurde Fust von 1912 bis 1917 an der Landwirtschaftsschule in Eldena ausgebildet. Nach der Abschlussprüfung nahm er von 1917 bis 1918 am Ersten Weltkrieg teil, in welchem er im Baltikum in einer MG-Kompanie eingesetzt wurde. Im Jahr 1918 wurde er zum Unteroffizier ernannt und von Dezember 1918 bis Mai 1919 war er Angehöriger der freiwilligen Formation Graf Kanitz. Er wurde im Mai 1919 als Vizefeldwebel aus der Armee entlassen. Er absolvierte im Anschluss bis 1921 eine landwirtschaftliche Ausbildung und studierte danach für zwei Semester in München. Danach war er als Gutsverwalter und später als selbstständiger Landwirt in Warrenzin bei Dargun tätig.

## Karriere im Nationalsozialismus
Fust war von 1923 bis 1927 Mitglied der DNVP und gehörte während dieser Zeit von 1923 bis 1924 dem Stahlhelm und im Anschluss bis 1927 dem Frontbann an. Von 1927 bis 1930 war er beim Freikorps Roßbach und am 15. November 1930 trat er der SA bei. Zum 1. Dezember 1930 schloss er sich der NSDAP an (Mitgliedsnummer 385.173). Im Februar 1931 wurde er zum SA-Sturmführer ernannt und von September 1931 bis Dezember 1932 war er Führer einer SA-Standarte. Von 1932 bis 1933 war er Mitglied des 7. ordentlichen Landtags des Freistaates Mecklenburg-Schwerin. Von März 1933 bis Mai 1945 saß er als Abgeordneter im Reichstag, in dem er nacheinander die Wahlkreise 35 (Mecklenburg, März 33 bis März 1936), 34 (Hamburg, März 1936 bis April 1938) und 27 (Rheinpfalz-Saar, April 1938 bis Mai 1945) vertrat.
Vom 1. Juli 1932 an war er bis zum 30. Juni 1933 Führer der SA-Untergruppe Mecklenburg. Fust wurde während dieser Zeit am 1. Januar 1933 in den hauptamtlichen SA-Dienst übernommen und am 15. April zum SA-Oberführer befördert. Bis Juli 1934 war er Sonderbevollmächtigter der Obersten SA-Führung in Hamburg und Mecklenburg. Nachdem er 1933 für zwei Monate die Führung der SA-Brigade 11 (Mecklenburg) innegehabt hatte, war er vom 15. September 1933 bis zum 31. Oktober 1937 Führer der SA-Gruppe Hansa in Hamburg. Am Weihnachtstag 1933 wurde er zum SA-Brigadeführer befördert und am 20. April 1936 zum SA-Gruppenführer. Kurz danach bekam er eine Verwarnung, da er wegen Trunkenheit und sexueller Affären auffiel. Vom 1. November 1937 bis zum 31. Januar 1942 war er Führer der SA-Gruppe Kurpfalz in Mannheim und am 26. August 1939 wurde er in die Wehrmacht einberufen, um bis 1942 in Frankreich und später in Afrika Kriegsdienst zu leisten. Zuletzt war er Oberleutnant der Reserve eines Panzer-Pionierbataillons. Er wurde am 30. Januar 1942 zum SA-Obergruppenführer beauftragt und übernahm am 21. Januar 1942 bis Kriegsende erneut die Führung der SA-Gruppe Hansa in Hamburg, außerdem wurde er mit dem Amt eines Hamburgischen Staatsrates ausgezeichnet. Nach 1945 wurde er interniert.
Im Zuge der Verfolgung ehemaliger ranghoher Nationalsozialisten, die besonders schwerwiegende Verbrechen begingen, wurde er 1952 in Wiesbaden wegen Landfriedensbruch und Anstiftung zur Brandstiftung angeklagt. Dies bezog sich auf die Veranlassung der Zerstörung der Synagogen im Zuge der Novemberpogrome 1938. Aus Mangel an Beweisen musste Herbert Fust jedoch freigesprochen werden.